# Eikenella corrodens
Eikenella corrodens – gram-ujemna bakteria występująca w górnych drogach oddechowych i w przewodzie pokarmowym człowieka. Stanowi fizjologiczną florę bakteryjną przyzębia. Została zidentyfikowana w 1958 roku przez M. Eikena i nazwana Bacteroides corrodens.

## Cechy diagnostyczne
Komórka pleomorficzna (często przyjmuje postać pałeczki), gram-ujemna. Jest względnym beztlenowcem, lepiej wzrasta w atmosferze wzbogaconej w 5-10% CO2. Ma duże wymagania wzrostowe – rośnie na agarze z krwią i agarze czekoladowym. Wyrasta w postaci jasnożółtych kolonii, często z zagłębieniem w środku. Nie wytwarza katalazy, wytwarza oksydazę cytochromową.

## Chorobotwórczość
Należy do grupy HACEK. To wolno rosnące gram-ujemne bakterie stanowiące florę fizjologiczną, które mogą wywołać zapalenie wsierdzia (endocarditis) u dzieci. Do grupy tej należą także:
- Haemophilus sp.
- Actinobacillus actinomycetemcomitans
- Cardiobacterium hominis
- Kingella kingae[5]

## Oporność na antybiotyki
E. corrodans jest oporna na: makrolidy, aminoglikozydy, linkozamidy, metronidazol oraz średnio wrażliwa na chinolony.